# Güterbahnhof Weimar

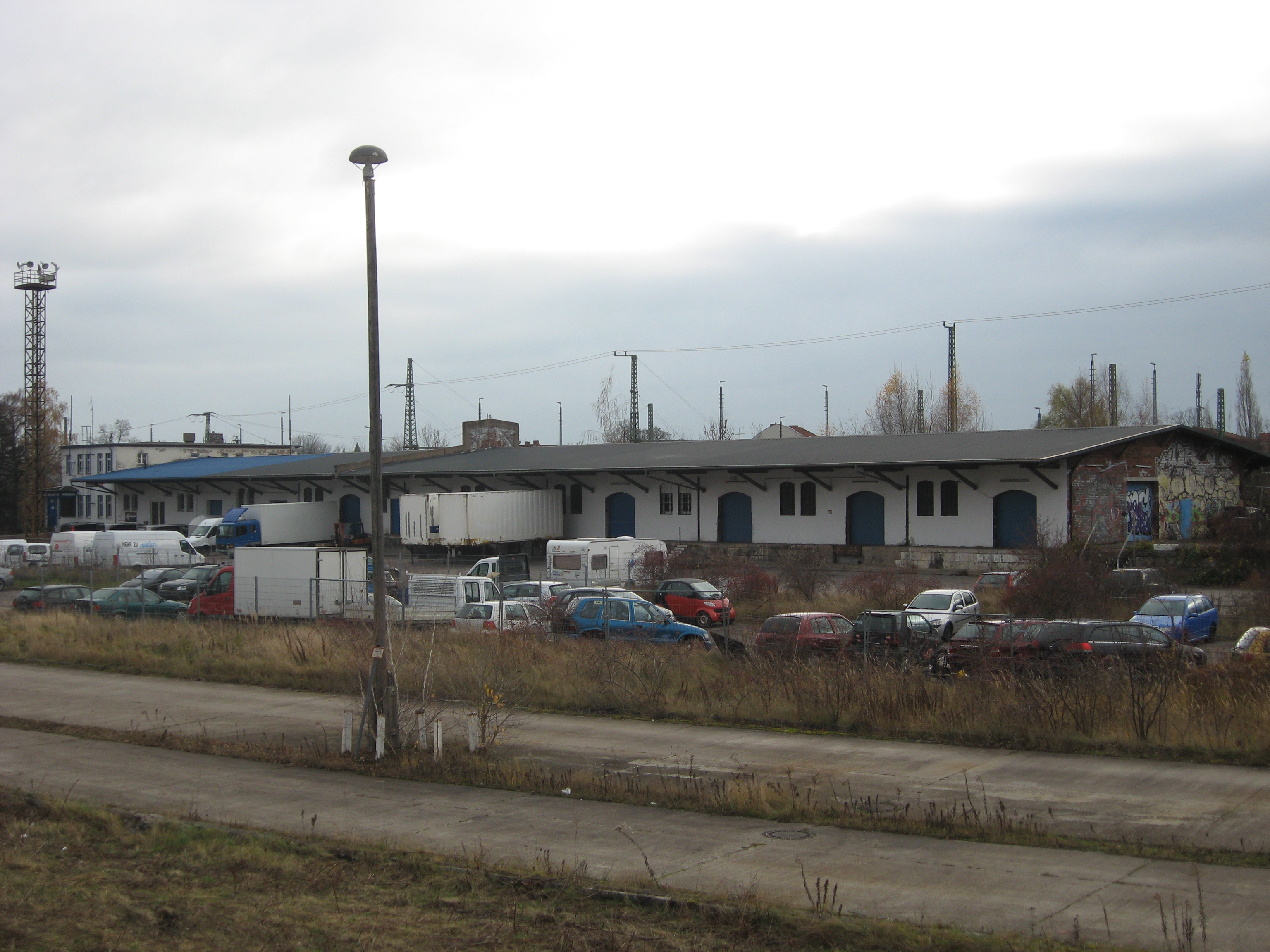
Laderampe und Lagerhäuser des ehemaligen Güterbahnhofs von Nordwesten gesehen. Das Kopfgebäude ganz links liegt an der Ettersburger Straße.

Der ehemalige Güterbahnhof Weimar liegt an der Ettersburger Straße, unweit des Weimarer Hauptbahnhofs.

## Geschichte
Der Güterbahnhof ist Gedenkort für die von hier aus durchgeführten Häftlings-Transporte in das KZ Buchenwald und andere nationalsozialistische Konzentrationslager. Es wird davon ausgegangen, dass von hier aus auch die Vernichtungstransporte nach Auschwitz ihren Anfang hatten. Eine Gedenktafel wurde angebracht.
In der nahegelegenen Viehauktionshalle Weimar, die 2015 einer Brandstiftung zum Opfer fiel, wurden Juden zur Deportation gesammelt.
Über diesen Bahnhof wurden auch Soldaten der Sowjetarmee verlegt.

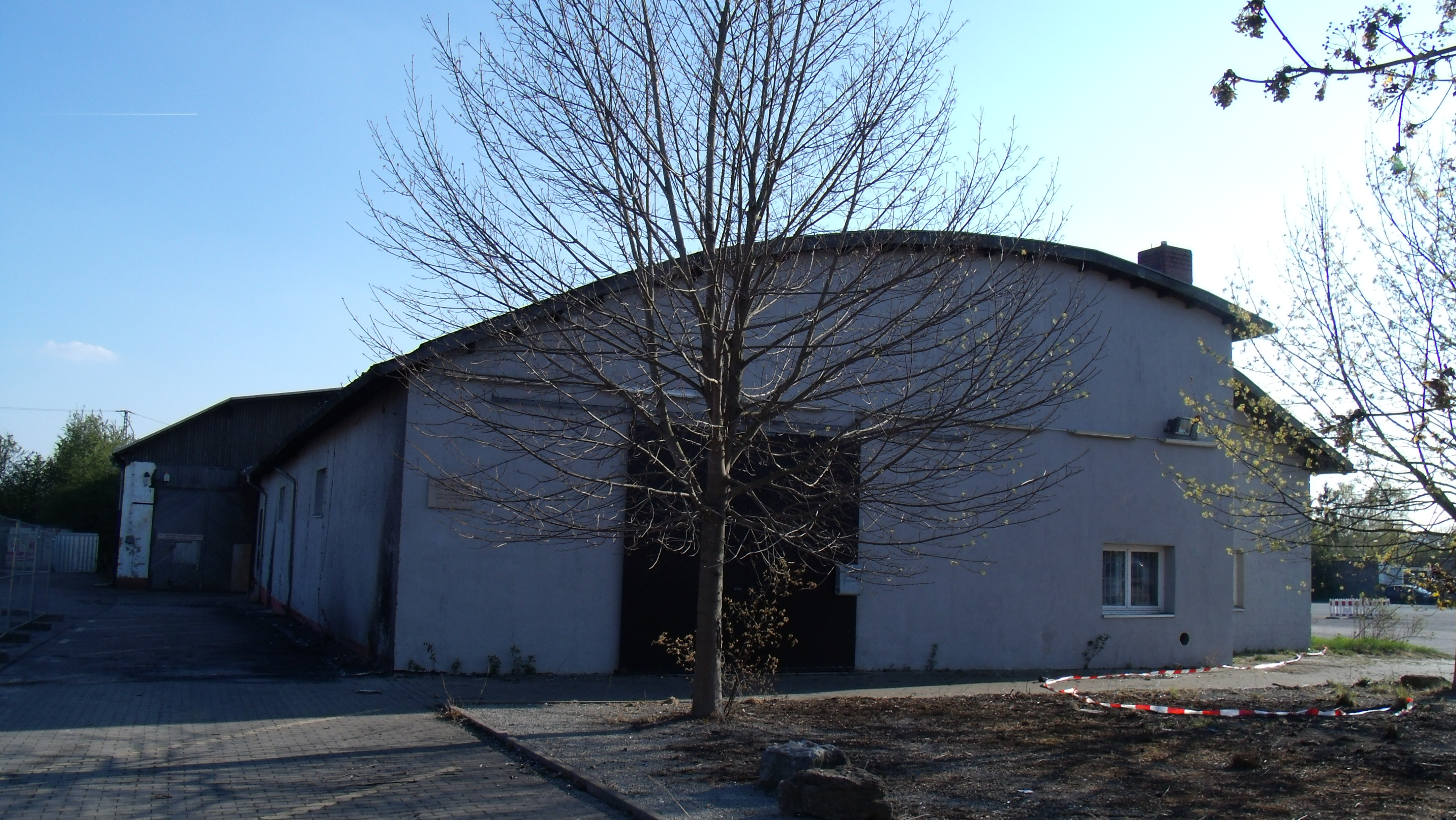
Die ehemaligen Hetzerhallen

Der Hauptzweck des Bahnhofsteils war der eines Lade- und Entladebahnhofes, mit einer Ladestraße, die noch vorhanden ist, und Lagerhäusern mit  Laderampe. Ein ehemaliges Kopfgebäude liegt an der Ettersburger Straße. Es war einmal der „Geraer Güterbahnhof“ in Weimar".
Der Weimarer Oberbürgermeister Otto Bock ließ auf dem Gelände des Güterbahnhofs das Gaswerk errichten,  dieses nahm 1856 seinen Betrieb auf. Es wurde später in die Schwanseestraße 92 verlegt und ist heute eine kulturelle Location. Die unter Denkmalschutz stehenden Hetzerhallen befanden sich unmittelbar nordwestlich der Gleisanlagen. Eine der denkmalgeschützten Hallen, die große Hetzerhalle, war am 17. Februar 2021 war unter der Last von Schneemassen zusammengebrochen. Die kleine Hetzterhalle war auch so stark beschädigt worden, dass sie abgerissen werden musste. Die Ruine der Grünen Villa, die an den Güterbahnhof grenzte, wurde ebenfalls abgerissen.
Nach der Stilllegung des Güterbahnhofs wurde das Gelände verkauft. Um die Jahrtausendwende wurden die Gebäude von einem Baustoffhandel genutzt. Heute nutzen mehrere Firmen Gelände und Gebäude als Lagerplatz.
Aufgrund ausstehender Zahlungen des Besitzers veranlasste die Stadt Weimar 2019 die Zwangsversteigerung.